# Liste der Banken in Andorra
Dies ist eine Liste der Banken im Fürstentum Andorra.

## Banken
- Andbank, Andorra la Vella
- Banc Sabadell dʼAndorra, ehem. Tochtergesellschaft der Banco Sabadell, Alicante. Im November 2022 erfolgte der Merger in die Mora Banc Grup.[3]
- Banca Privada dʼAndorra, Escaldes-Engordany
- Crèdit Andorrà, Andorra la Vella
- MoraBanc, Andorra la Vella
- Mora Banc Grup, Andorra la Vella
- Vall Banc, Escaldes-Engordany